# Charles Baillie (natation)
Charles Baillie né le 4 septembre 1902 à Édimbourg et mort le 5 octobre 1987 est un nageur écossais ayant participé aux Jeux olympiques d'été de 1924 à Paris. Il est aussi joueur de water-polo.

## Biographie
Fils d'un surveillant de baignade dans des bains publics, Charles Baillie apprend très jeune à nager. À peine âgé de 17 ans, il termine deuxième des sélections pour les Jeux olympiques de 1920 à Anvers et n'est pas qualifié. L'année suivante, il remporte les championnats d'Écosse sur 50 et 100 yards. Il conserve ses deux titres jusqu'en 1927, inclus. Il participe aussi aux championnats de Grande-Bretagne, principalement sur 100 yards : il termine 1er en 1927, 2e en 1922 et 3e en 1928, 1930 et 1931 ; sur 200 yards, il monte sur la troisième marche du podium en 1928.
Il est qualifié pour les Jeux olympiques d'été de 1924 à Paris, sur le 100 mètres nage libre. Cependant, il termine 4e de sa série en 1 min 8 s 20 et n'est pas qualifié pour les demi-finales,.
Il joue aussi au water-polo, pour les équipes de la police des villes où il travaille.